# Haydee Coloso
Haydee Coloso Espino (Dueñas, 28 agosto 1937 – Iloilo, 12 agosto 2021) è stata una nuotatrice filippina, che ha partecipato alle Olimpiadi di Roma 1960, gareggiando nei 100m sl.
Ai II Giochi asiatici, ha 1 oro nei 100m sl e 100m farfalla, 1 argento nella Staffetta 4×100 m sl.
Ai III Giochi asiatici, ha vinto 1 oro nella Staffetta 4x100 mista, 3 argenti, rispettivamente, nei 100m sl, 200m sl e Staffetta 4x100m sl.
Ai IV Giochi asiatici, ha vinto 1 argento nella Staffetta 4x100m sl, e 2 bronzi rispettivamente nei 100m sl e Staffetta 4x100m mista.